# 척추골절
척추골절의 위치상 분류는 다음과 같다.
- 경추골절
- 흉추골절
- 요추골절
- 천장골 골절

척추골절은 골절 자체 보다 척추신경, 척수의 손상이 큰 문제가 된다. 경추 4, 5번 위의 경추가 손상되면 호흡근육이 마비되어 호흡이 안 되어 사망할 수도 있다. 척추신경이 손상되면 그 부위에 따라 사지 마비, 하지 마비 등이 초래 될 수도 있다.
척추신경 내의 일부분이 손상을 받으면 감각이상이나 운동 마비, 혹은 감각이상에서도 어느 특정 감각만 이상을 초래하는 경우도 있다.
기전에 따라 척추 골절은 병적골절과 외상성 골절로 나눌 수 있다.
단순 방사선 사진으로는 골절선은 잘 보이지 않으나 척추가 삼각형 모양이 되거나 바로 위의 척추보다 작아져 높이가 낮아 보일 때 의심할 수 있다. 컴퓨터 촬영이나 자기공명촬영으로 확진할 수 있다.